# Империя гуннов
Империя гуннов (др.-сканд. Húnaland) — политическое образование гуннов, достигшее наибольших размеров при царе Скифии и Германии Аттиле.

## География
Империя гуннов при Аттиле простиралась от Балтийского моря до Кавказа, и от Южной Германии до Урала. Центром державы была бывшая римская провинция Паннония.
В состав империи гуннов в начале V века входили следующие народы: акациры, роксаланы, анты, аланы, герулы, остготы и гепиды. Также власть Аттилы признали бургунды, зарейнские франки, квады, маркоманы, тюринги, таким образом гунны на вершине своего могущества контролировали часть территории современных  Германии, Чехии, Словакии, Австрии, Венгрии, Румынии, Сербии, Украины и южной России.

## История

### Первые цари
По мнению К. М. Алиева, первым среди царей Империи гуннов мог быть Тедрехон. Он упоминается в «Истории Тарона» Зеноба Глака под именем «царь Севера Тедрехон». Затем его имя было обожествлено («Тенгрихан») тюрками и на Кавказе, где его почитали особо. В армянском литературном памятнике «История страны Алуанк» (VII в.) ему приводится прямая иранская параллель — «Аспендиат», одна из форм иранского имени Исфендияр («святой, священный, божественный»).
Основателем империи гуннов на территории Европы в 374 г. считается Баламбер (Баламир). Из царского рода были Базук и Курсих, возглавившие войска, вторгшиеся в 395 г. в персидские владения Закавказья. Вскоре власть перешла Харатону (Каратону, сыну Улдина). Он правил до 410 г. У Харатона были сыновья Охтар, Руа (Руас, Ругила), Айбарс, Мундзук (Мунчуг, Монджак). Сыном последнего был Аттила. Существенный вклад в развитие Гуннской империи внёс Руа, правивший с 410 по 434 гг. н. э.

### Империя Аттилы
Аттила, сын Мундзука, стал правителем в 40-летнем возрасте после смерти Руа (того во время похода на Константинополь поразила молния). Под главенством Аттилы в его империи было объединено до 45 — 50 различных народов, куда входили в частности аланы, славяне, герулы, гепиды, скиры, остроготы.
В 437 году, оказывая помощь римлянам, гунны разгромили Королевство бургундов (со столицей в Вормсе). В 441 году Аттила вторгся в пределы Римской империи и захватили города на территории современной Сербии: Виминациум, Ниш, Сингидун и Сирмий.
В 451 году конное войско Аттилы двинулось из Паннонии вверх вдоль Дуная, уничтожая как римские пограничные укрепления, так и принуждая к подчинению местные германские племена (квады, маркоманы). Форсировав Рейн гунны атаковали Мец, а также Страсбург, Майнц, Вормс и осадили Орлеан. Кульминацией похода стала битва на Каталаунских полях. Результат сражения был неясен, однако римский полководец Аэций предпочел отвести свои войска. Аттила на следующий год (в 452 году) вторгся в Италию, захватил Аквилею и Медиолан.
Под предводительством Аттилы гунны и их союзники завоевали будущую территорию Германии, Франции и Северной Италии, наложили дань на Византию и Западную Римскую империю, и, предположительно, захватили даже часть Скандинавии. «Имя Аттилы завоевало себе место в истории… рядом с именами Александра Македонского и Юлия Цезаря», — отмечал А. Тьерри.
Сыновьями Аттилы были Ирнек, Эллак, Денгизик и Чаба, но в связи с тем, что у него были наложницы, общее число наследников могло быть значительно больше.

### Сыновья Аттилы
После смерти Аттилы и поражения в битве при Недао младшие сыновья (старший Илек был убит) Ирнек и Денгизик отвели основные силы к низовьям Дуная, в Приазовье и Прикаспий. Территория державы стала сокращаться. Блюдо Денгизиха с тюркскими (?) надписями найдено в Поволжье.
Имя Ирнека, как и других царей Гуннии, засвидетельствовано в различных написаниях: Эрнах (Приск), Хернак (Иордан), Эрнек (венгерск. источники), Ирник («Именник болгарских ханов»), а в армянских источниках он, как допускают, фигурирует под именем «царя гуннов» Херана, которое почти совпадает с вариантом у Приска Панийского — Эрнах. Форма Эрнах, Херан в своей основе имеет тюркское Эрен. Отсюда эпическое — Алп-Эрен, что тоже подтверждает обожествление исторических личностей у ряда позднеантичных и раннесредневековых народов.
Армянский историк Егише сообщал: «…Этот Херан… истребил в Кавказской Албании персидские войска (в 451 г.) и в наезде своем достиг страны Греческой (Византии), и много пленных и добычи отправил из Греции и из Армении, и из Иберии, и из Албании». Известно также, что Херан (Эрен) был союзником армян в их борьбе против Сасанидского царя Йездигерда II и помог им в 451 г. разбить войска иранского шаха. В 460 г. гунны Херана были на стороне шаха Пероза и против албанского царя Ваче, поднявшего восстание против Сасанидов. Из царского рода был Амбазук.
По сведениям Прокопия, в 498—518 гг. он владел Каспийскими воротами, по другим — Дарьяльским проходом. При нем гунны умело «торговали с Византией, и Ираном». Амбазук состоял в дружбе с византийским императором Анастасием I: «Приближаясь к смерти, предлагал Анастасию купить у него крепость, но тот отказался, не видя возможности там содержать византийский гарнизон. Когда Амбазук умер, крепость захватил персидский шах Кавад, изгнав оттуда детей Амбазука».

### Кавказская Гунния

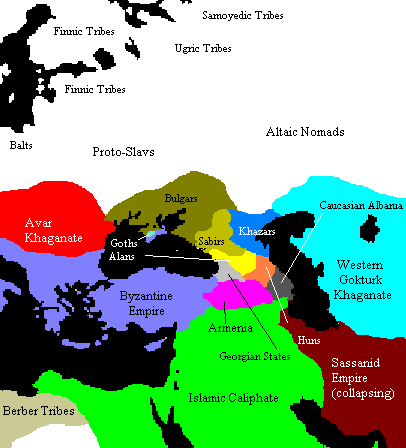
Кавказская Гунния и прилежащие регионы,
ок. 650 г.

Кавказская Гунния — неточное название полиэтничной Поволжской Гуннии VI—VII вв., имевшей базы в том числе в округе Кавказа. Существовали и другие, северные, архонства, не выделенные на представленной карте.
Царём гуннов в начале VI века был Болах (Валах, Волах; омоним известен для угнетателей славян Подунавья), а его женой знаменитая Боа-рикс, (Берихос) — союзница Византии. Резиденцией царицы — по одной из версий — был город Варачан, где ныне находится даргинский аул Урцаки, по другой - город располагался на месте Уллу-Бойнака, вторая версия имеет больше поддержки в научной среде. На языке гуннов имя, возможно, звучало: «Берик», «Берик-киз». Н. А. Баскаков даёт этимологию от берик («дар, дарение, подарок») + греческое окончание. Если имя византийцы запомнили в готской передаче, то оно означало — королева Боя (Боя-рикс). Возможна, ещё другая гипотеза происхождения имени Боарикс, это Бори-киз, что в переводе Волчица.
Затем царствовал Зилигд (Зилгивин, Зилгиби), вероятный сын Амбазука.
Он тоже находился в дружбе и союзе с византийским императором Юстинианом против Сасанидов. Выставил против них 26 тысячное гуннское войско. Погиб в войне с Кавадом.
Имя в византийских источниках читается по-разному: Зилигд, Зилгивин, Зилги, Зилгиби. (Отец царя волжских булгар Алмуша (X в.) носил имя Шилка, вероятно венгерское, как и имя Алмуш) (Феофан Исповедник).
Царём гуннов был и Муагер, Муагер или Муагерис. Он стал царём гуннов после убийства своего брата Горды — христианина. Впоследствии и сам принял христианство. Но события этой христианизации византийцы связывали с Боспором (Приазовьем), а не округой Каспия.
Согласно Д. Моравчику, имя происходит от венгерского Модери, вариантом коего является форма Магъяр. Ю.Немет называет Могьери царём кубанских гунно-булгар.
О Горде Феофан Исповедник сообщал: «В 527/528 г. пришёл к императору царь гуннов, живущих поблизости от Босфора, по имени Горда, стал христианином и был просветлён. Император принял его и, дав ему много даров, отослал в его страну охранять ромейское государство и город Босфор» Затем при жёстком внедрении христианства в Приазовье убит.
Греческие списки «Хронографии» дают чтения Гордас, Хордасд. Этимология имени — если не от славянского Горд, Гордый — не вполне ясна. Д. Моравчик предлагает тюркско-венгерскую этимологию от Огурда — «друг огуров» и тюркскую от Курт — «волк». Есть и тюркские варианты от Кардаш — «единоутробный брат». Но среди полиэтничных гуннов уже были и славяне, которые тяготели к христианству и вполне могли иметь прозвище Гордый.
Царь гуннов Стиракс, союзник шаха Кавада, в 520 г. с 12-тысячным войском выступил на стороне шаха, однако на пути следования был перехвачен войсками Боарикс и разбит в местности, ныне называемой Манас. Стиракс был закован в кандалы и отослан в оковах к царю в Константинополь. Считается, что владение Стиракса находилось на территории нынешнего Буйнакского района, где археологами раскопаны многочисленные раннесредневековые поселения и городища.

### Глон
Царь гуннов Глон (Гленис, Глонис), совместно со Стираксом предпринявший поход в поддержку шаха Кавада. В столкновении с войсками Боарикс у Варачан в 527 году убит.